# إبراهيم هاشم الندوي
إبراهيم بن محمد هاشم الندوي (ت. 1411 ه‍ـ / 1991 م) هو أديب ولغوي مسلم، من أهل الهند.
كان يشغل منصب رئيس القسم العربي بالجامعة العثمانية بحيدر آباد الهند، وكان عضواً في رابطة الأدب الإسلامي العالمية. له مؤلفات عديدة. توفي في حيدر آباد.